# Kača
Kača (ukrajinski i ruski: Кача, krimskotatarski: Qaçı i Къачы) je treća najveća rijeka u Krimu, nakon Salgira i Aljme. Duljina rijeke iznosi 69 kilometra, površina porječja 573 km², a prosječni istjek 1.24 m³/s (39 milijun m³ godišnje)
Tok rijeke Kača počinje u Krimskim planinama slijevanjem rijeki Pisare i Bijuk-Uzena na visini od 600 metara. U Crno more ulijeva se 10 kilometra sjeverno od Sevastopolja. Najvažnije pritoke su Čuruk-Su, Stilja i Marta.
Na rijeci su sagrađena 2 velika rezervoara: Bahčisarajski rezervoar (6.89 milijun m³) koji opskrbljuje Bahčisaraj i Zagorski rezervoar (27.8 milijun m³) koji opskrbljuje Jaltu.